# Perfluorpropansäure
Perfluorpropansäure ist eine chemische Verbindung aus der Gruppe der Perfluorcarbonsäuren.

## Gewinnung und Darstellung
Perfluorpropansäure kann durch Reaktion von Pentafluoriodethan mit Ethin und anschließender Reaktion des Produktes mit Kaliumpermanganat gewonnen werden. Die erste Synthese wurde 1950 veröffentlicht. Neben dieser Methode sind auch noch weitere Synthesewege (zum Beispiel Elektrolyse von Propionylfluorid in Fluorwasserstoff) bekannt.

## Eigenschaften
Perfluorpropansäure ist eine farblose bis hellbraune Flüssigkeit.
PFPrA ist sehr persistent und mobil in der Umwelt und wird von Pflanzen aufgenommen.

## Verwendung
Perfluorpropansäure wird als effizienter Katalysator für die Herstellung von Dibenzo[a,j]xanthenen durch Kondensationsreaktion von 2-Naphthol mit Arylaldehyden verwendet.
Die PFPrA-Konzentration in Eisbohrkernen vom Devon Ice Cap aus der kanadischen Arktis stieg zwischen etwa 1985 und 2010 stark an.

## Externe Links zu erwähnten Verbindungen
1. ↑  Externe Identifikatoren von bzw. Datenbank-Links zu Propionylfluorid:  CAS-Nr.: 430-71-7, EG-Nr.: 207-067-7, ECHA-InfoCard: 100.006.426, PubChem: 67937, ChemSpider: 61254, Wikidata: Q81989027.